# Keroman tengeralattjáró-bázis
A Keroman tengeralattjáró-bázist a németek működtették a második világháború idején a megszállt Franciaországban, Lorient-ban.

## Története
A német hadsereg 1940 júniusában foglalta el Lorient városát. A Kriegsmarine első tengeralattjárója júliusban érkezett meg a kikötőbe, és ettől kezdve Lorient a legnagyobb és legaktívabb német tengeralattjáró-bázissá vált. Novemberben Karl Dönitz admirális egy közeli villába helyezte át főhadiszállását, de 1942-ben, miután egy brit kommandó megtámadta Saint-Nazaire-t, Párizsba költözött. Az első szövetséges légicsapás 1940 szeptember 27-én érte a kikötőt, kevéssel azután, hogy a németek megkezdték az általuk dómnak nevezett két tengeralattjáró-fedezék építését. A vasbetonból épített keleti és nyugati bunker 80 méter hosszú, 16 méter széles és 25 méter magas volt, falvastagsága elérte az 1,5 métert. Mindegyikben egy búvárhajó fért el, amelyet be- és kivontattak szükség szerint.
Ezek a sebtében felhúzott fedezékek nem bizonyultak elég hatékonynak, ezért a haditengerészet megkezdte az öt tengeralattjáró befogadására alkalmas bunker, a Keroman I építését február 2-án. Ez 119 méter hosszú és 85 méter széles volt, és hat hónap alatt készült el a két dómtól délre. Ezzel párhuzamosan a németek építettek egy bunkert feljebb a folyón, amely 145 méter hosszú és 50 méter széles lett. Ebben két tengeralattjáró állomásozhatott 1941 augusztusától. A létesítmény a Scorff bunker nevet kapta. A németek ezeken kívül megépítették a hét-hét tengeralattjárót befogadó Keroman II-t és III-at.
A Keroman I és II szárazdokk volt, míg a Scorffnak és a Keroman III-nak közvetlen kapcsolata volt a tengerrel. A létesítmények közül a legnagyobb a Keroman III volt, amelynek dupla teteje volt. A két 3,5 méter vastag betonfal között egy méter üres tér volt. 1943 nyarán a németek megkezdték a Keroman IV építését, amely az XXI típusú tengeralattjáróknak adott volna otthont, de a légitámadások olyannyira hátráltatták a beruházást, hogy a bunker nem készült el soha. A németek építettek egy hadianyagraktárt és hat lőszerraktárt a torpedók számára.
A szövetségesek sokszor támadták Lorient-t, és 4500 tonna robbanószert dobtak rá. A város épületeinek csaknem 95 százaléka megsérült a bombázásokban. A légi akciók ugyan akadályozták a bázis ellátását, de tengeralattjárót egyet sem rongáltak meg. A normandiai partraszállás után a szövetségesek bekerítették a várost és a benne állomásozó 15 ezer német haditengerészt. Lorient-t nem sikerült elfoglalni, védői 1945. május 10-én adták meg magukat az amerikai csapatoknak.
A Lorient-i német létesítmények egy részét ma is használja a francia haditengerészet. A Keroman bázist azonban 1997. február 11-én kiürítették, ma nyitva áll a látogatók előtt. Egyes részeit helyi vállalkozók használják.

## Galéria

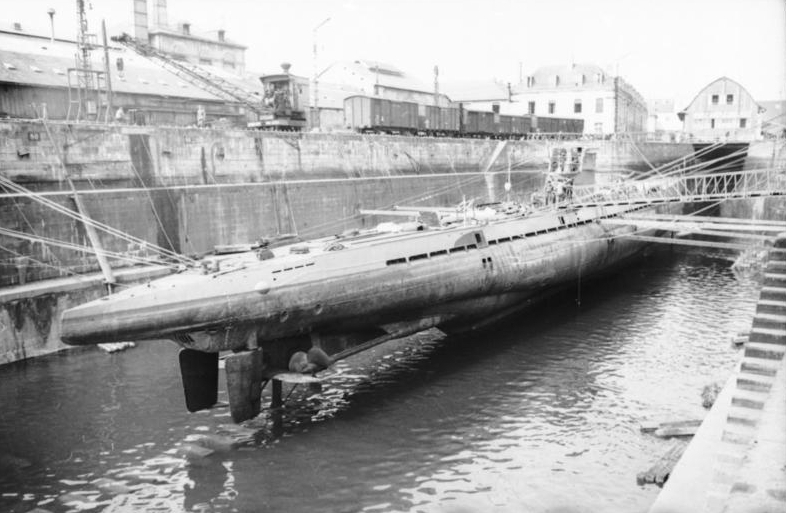
Szárazdokkban az U–37
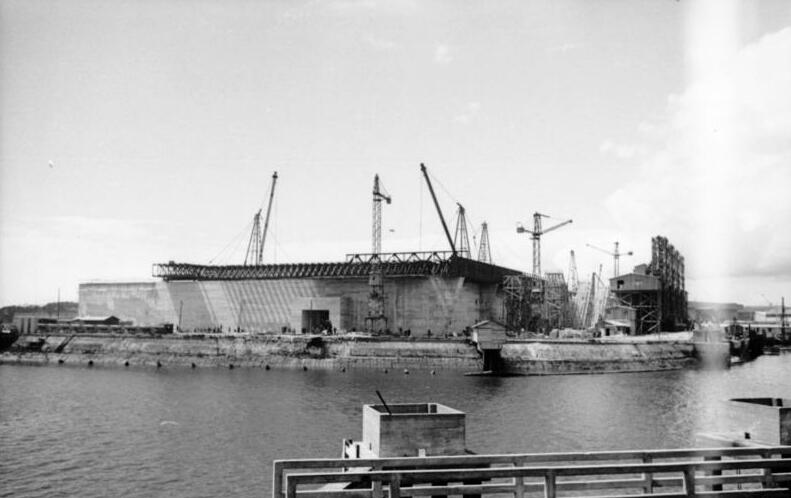
A bázis 1942-ben
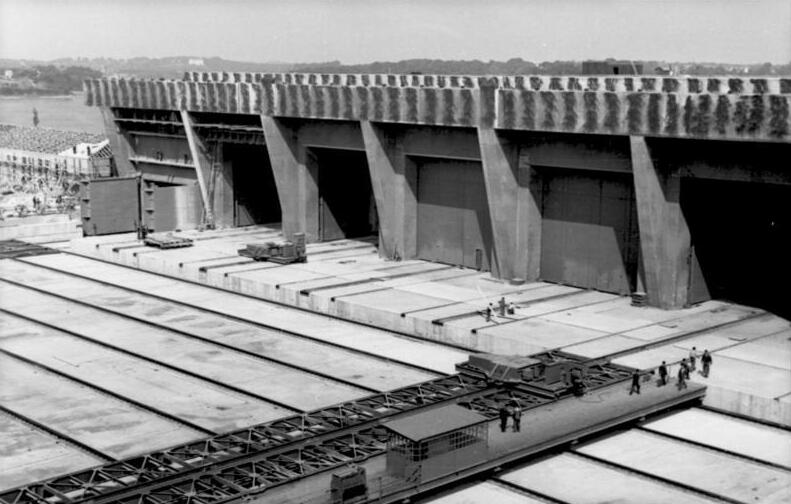
A Keroman I és II közötti tér
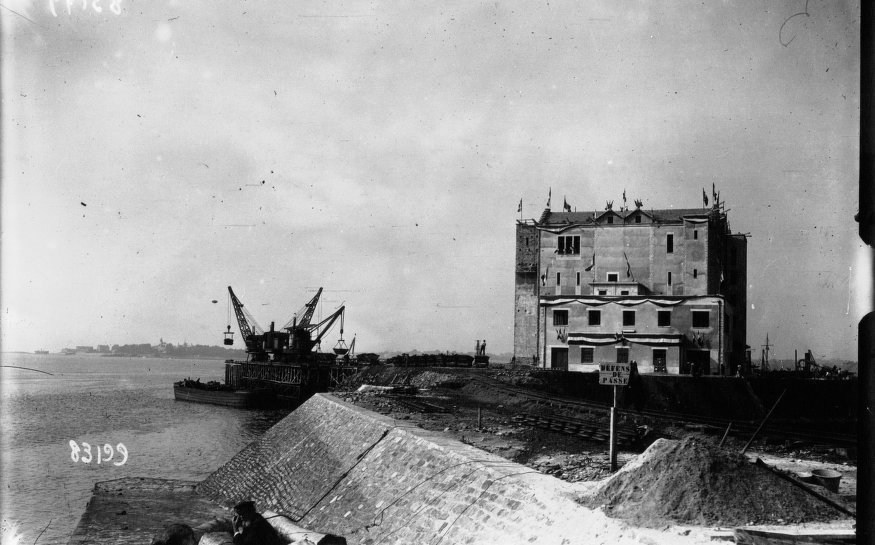
A keroman építése
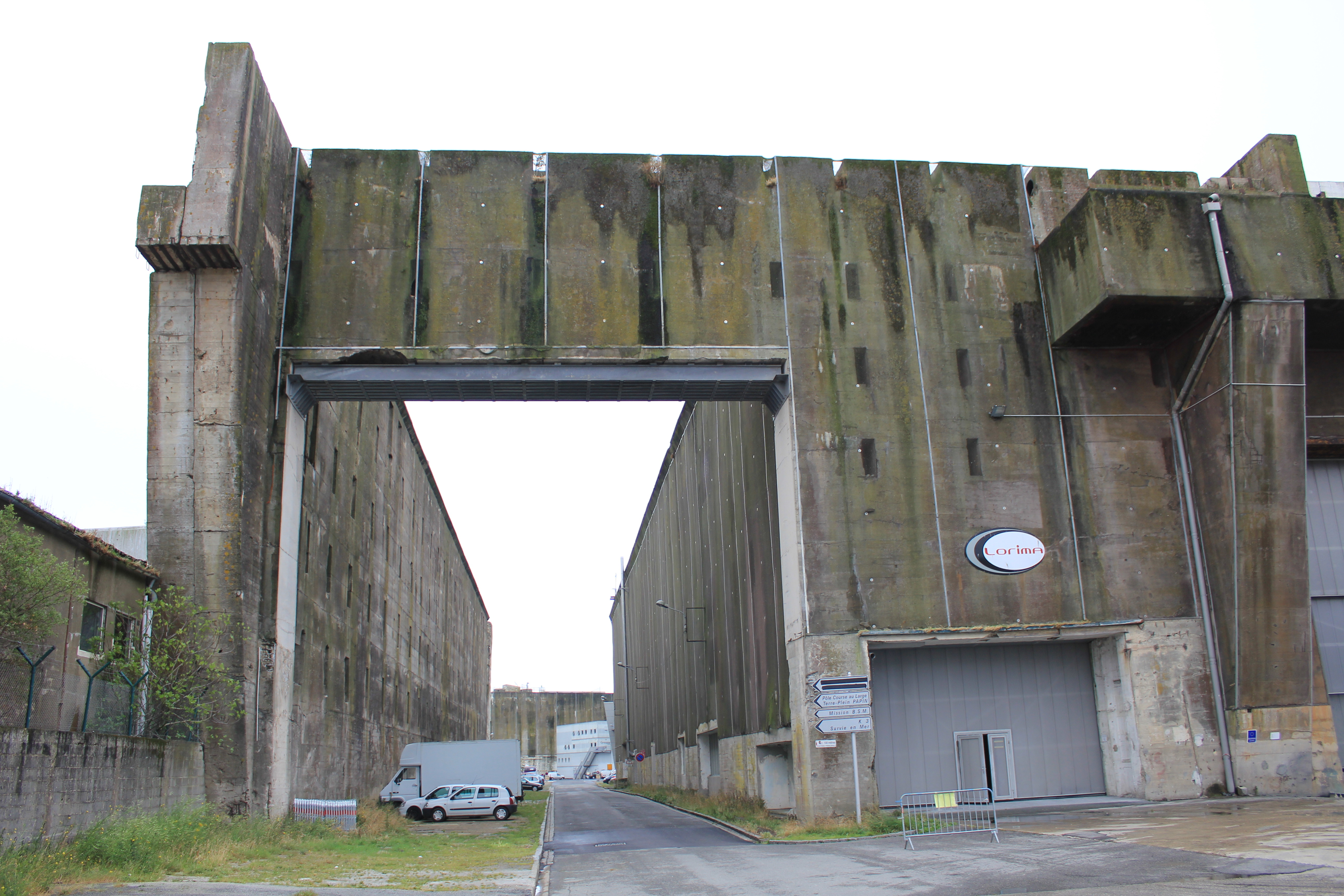
A Keroman I maradványa
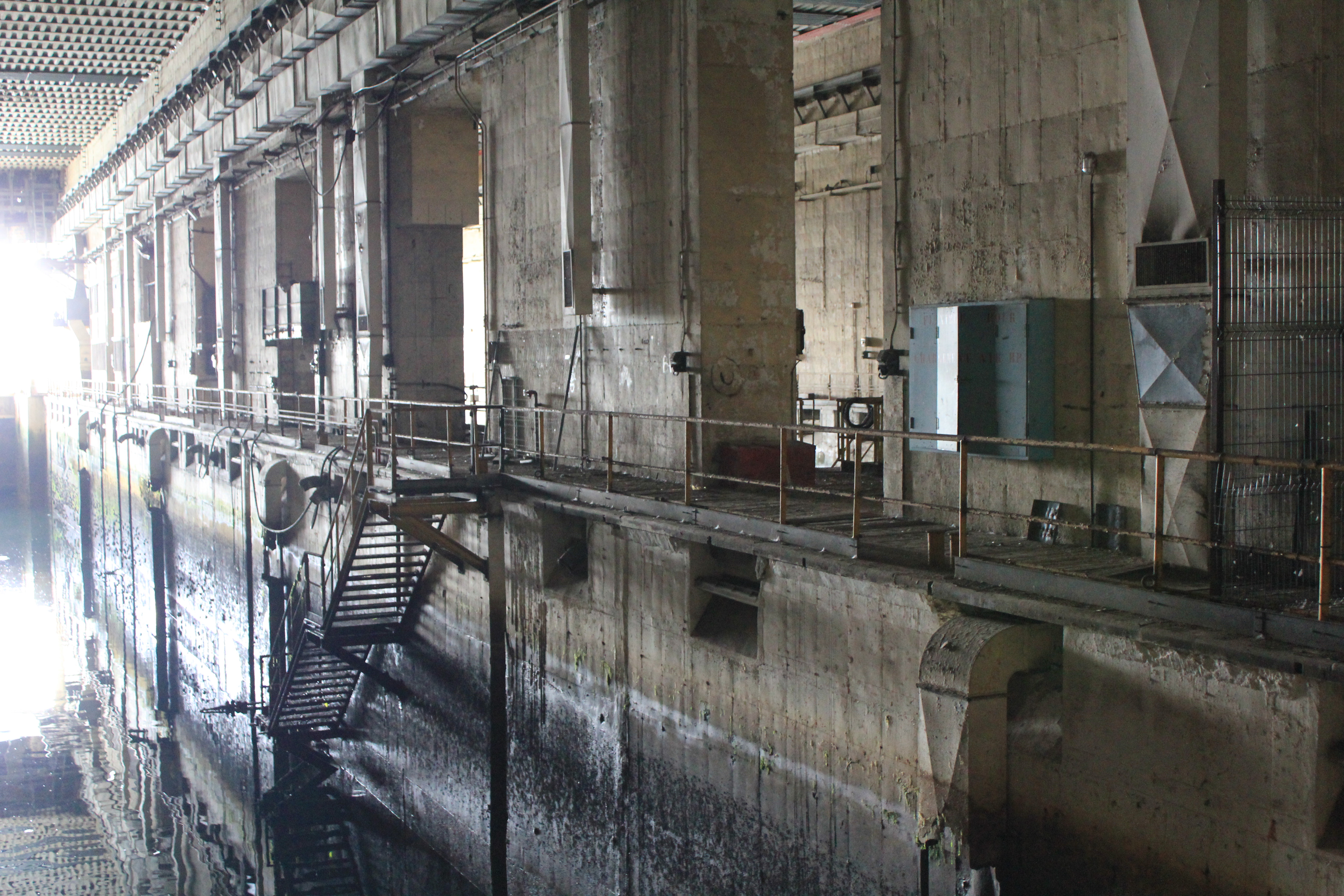
A Keroman II belseje